# Bulnes (Espanha)
Bulnes é um lugar e paróquia rural da Espanha, no município de Cabrales, província e Principado das Astúrias. Tem 56,4 km² de área em em 2021 tinha 27 habitantes.
Situa-se nos Picos da Europa, a 645 metros de altitude. A aldeia está dividida em dois bairros — Bulnes de Arriba ou El Pueblu e Bulnes de Abajo ou La Villa. Além de Bulnes, a paróquia tem outra aldeia — Camarmeña.  Até 2001 era dos locais mais isolados de Espanha, e só tinha acesso por caminhos pedestres muito longos e difíceis. Desde 2001 há o funicular usado pelos habitantes e com fins turísticos (o percurso é mantido propositadamente caro), e a localidade é visitada por milhares de pessoas, sobretudo no verão.